# Kickboxer: A bosszú ereje
A Kickboxer: A bosszú ereje (eredeti cím: Kickboxer: Vengeance) 2016-ban bemutatott amerikai harcművészeti film, John Stockwell rendezésében.
A főszereplők Alain Moussi, Jean-Claude Van Damme (ő játszotta a főszereplő Kurt Sloane-t az eredeti, 1989-es Kickboxer – Vérbosszú Bangkokban filmben), Dave Bautista, Gina Carano, Georges St-Pierre és Darren Shahlavi (akinek ez volt az utolsó filmszerepe). Ez a hatodik film a Kickboxer franchiseben, egyben az eredeti történetet feldolgozó remake-sorozat első része.
Az Amerikai Egyesült Államokban 2016. szeptember 2-án mutatta be a RLJ Entertainment, Magyarországon DVD-n jelent meg 2018 szeptemberében. A film premierje a Fantasia Nemzetközi Filmfesztiválon volt 2016. július 14-én.
A filmhez 2018-ban folytatás is készült, Kickboxer: Megtorlás címmel.

## Cselekmény
Kurt Sloane (Alain Moussi) Thaiföldre utazik Tong Po (Dave Bautista) harcművészeti egyesületéhez. Odaérve a kapuőr, Kavi ellenállásába ütközik. Kurt azonban legyőzi a férfit, de egy másik harcos, Storm a padlóra küldi őt. Kurt Kavi-val mosogat, miközben az sunyin megpróbálja ellopni a pénztárcáját. Kurt azonban ezt észreveszi és azt mondja, hogy megtarthatja a pénzt. Még aznap este Crawford bemutatja a harcosoknak Tong Po-t, aki szemlélteti félelmetes erejét: puszta térddel és könyökkel megrepeszt egy kőszobrot. Ezután kíséretével együtt visszavonul a szobájába, miközben a küzdőtéren bemutatót tartanak. Az éjszaka folyamán Kurt felébred és pisztollyal a kezében átsétál Tong Po-hoz. A férfi rá szegezi fegyvert, de Tong Po egy hirtelen mozdulattal lefegyverzi őt. Gyávának nevezi Kurt-öt és azt állítja, hogy a bátyja, Eric sokkal bátrabb harcos volt mint ő. Az eset után Crawford tájékoztatja Kurt-öt, hogy az általa megkísérelt próbáltatás miatt értesítették a rendőrséget, emiatt le fogják tartóztatni.
Egy visszaemlékezés megmutatja, hogy Eric Sloane megnyerte a karate-világbajnokságot, ami után saját edzőtermükben ünnepi rendezvényt tartottak. Az eseményen egy Marcia (Gina Carano) nevű promóter is részt vesz, aki megpróbálja Thaiföldre csábítani a bajnokot, hogy földalatti mérkőzésen harcoljon. Eric úgy gondolja, ezzel a lehetőséggel több pénzt tudnának termelni és nagyobb hírnévre tehetnének szert, öccse azonban rendkívül szkeptikus módon megpróbálja lebeszélni erről. Eric végül elfogadja az ajánlatot. Nem sokkal később Kurt kap egy nevére szóló borítékot, benne Eric bajnoki érméjével és egy Bangkokba szóló repülőjeggyel. A levélből megtudja, hogy az éjszaka folyamán Eric és Tong Po összecsap. Míg Kurt Thaiföldre ér, addig Liu egy helyi thai rendőrnő felettesével, Wattona-val (aki nem mellesleg Marcia bérszámfejtője) a föld alatti harcok megakadályozását tervezi. Amikor Kurt megérkezik Thaiföldre, azt látja, hogy Tong Po könnyedén végez Eric-kel: a thai harcos szorítófogást alkalmazva eltöri a nyakát. Liu és néhány tiszt megérkezik a helyszínre, ezzel menekülésre kényszerítve  az ott tartózkodókat. Egyedül Kurt az, aki nem menekül el, és a testvére mellett marad. A halottkémnél Kurt újra találkozik Marcia-val, akit felelősségre von a történtek miatt. A nő azt válaszolja, hogy Eric döntött így, mire Kurt agresszíven nekiront. Hogy megállítsák a férfit, a rendőrség elkíséri őt Eric Muay thai edzőjéhez, Durand mesterhez (Jean-Claude Van Damme), aki odaadja neki azt a pénzt, amit Eric a Po elleni meccsért kapott, majd a repülőtérre viszik. Itt arra kérik, hogy soha ne jöjjön vissza Thaiföldre, Kurt azonban ott marad.
Visszatérve a jelenbe, a rendőrség elvezeti Kurt-öt, amikor Liu megállítja őket azzal az oknál fogva, hogy magához vegye a férfi ügyét. A rendőrnő arra gyanakszik, hogy más tervek is folyamatban vannak, főleg azután, hogy  Wattona néhány támadót rájuk küld. Kurt azonban legyőzi az embereket, majd Liu által visszatér Durand mesterhez. A rendőrnő azt mondja neki, ott maradhat, amíg jobban nem lesz ahhoz, hogy visszatérjen Amerikába. Kurt azonban nem hajlandó erre, sőt megpróbálja meggyőzni Durand-ot, hogy készítse fel őt egy Tong Po elleni mérkőzésre. A mester elutasítja a férfi kérését, mivel állítása szerint a bátyját sem tudta eléggé felkészítenie a küzdelemre. Az esőben való összecsapás végén azonban Durand - miután látja Kurt-ben az elszántságot - mégis úgy dönt, hogy edzeni fogja Kurt-öt. Ezután Kurt el kezdi a tréninget, közben szerelmes lesz Liuba. Amint Kurt teljesen felkészült, Durand teszteli az egyik helyi bárban, ahol kisebb pénz keretében Joseph King legjobb harcosával csaphat össze. Kurt elkezd harcolni King emberével, de Durand egy idő után közbeavatkozik, hogy megállítsa a harcost. Másnap Kavi Tong Po kémjeként bukkan fel, azonban Durand mester legyőzi őt - az eset után ő is segíti Kurt felkészülését. Elérkezett az idő, amikor minden készen áll a nagy összecsapásra. De előtte még Kurt legyőzi Storm-ot, azt a férfit, aki korábban megverte őt. Később még több harcossal bánik el, majd kihívja Tong Po-t is, amit a thai harcos elfogad. Mikor tudomást szerez a szerelme és Tong Po közötti küzdelemről, Liu letartóztatja Kurt-öt és mesterét, így védve meg a férfit Tong Po-tól. Éjszaka azonban a mester és tanítványa megszöknek a börtönből. Közben Liu arról tájékoztatja felettesét, hogy ő és az ország hatósága nyomoz a korrupció ellen. Kurt és Tong Po régóta várt meccse kezdetét veszi. Az első kört Tong Po fölényesen megnyeri, de Kurt méltó harcosnak bizonyul, ami lenyűgözi a tömeget. A második körben, törött üvegekbe mártott kézzel kell szembenézzenek egymással és ismét Tong Po kerekedik felül. Harc közben Liu és a rendőrök a helyszínre érnek és letartóztatják Marciát. A promóter gúnyosan megjegyzi, hogy hiába kapták el, másnap már úgyis kinn lesz. Liu a küzdőtérhez megy, de nem szakítja meg a két férfi közti harcot.
Az utolsó fordulóban Tong Po és Kurt kardokkal küzdenek a halálig. Kurt kirúgja Po kezéből az egyik kardot, majd a másik karddal ellenfele arcát találja el, végül a kerítésbe fúródik. Sérülése ellenére a thai egyre több ütést mér ellenfelére, ám az elszántan kitart a végsőkig. Ezután Kurt egy rúgással eltalálja Pot, aki erre támadásba lendül és ugyanazt a szorítófogást használja ellenfelén, amivel Kurt bátyjával is végzett. Az ifjabbik Sloane azonban a Durand mestertől tanult technikával kibújik onnan és ellentámadásba lendül. Ekkor úgy tűnik, mintha Kurt megnyerte volna a mérkőzést, azonban Tong Po felkel a földről és a kerítésbe állt kardhoz szorítja ellenfelét. Kurt azonban felülkerekedik és a kardhoz nyomja Po fejét, s mielőtt elvágná annak torkát, ezt mondja a thainak: "Ezt Ericért kaptad!".

## Szereplők
| Szerep        | Színész               | Magyar hang        |
| ------------- | --------------------- | ------------------ |
| Kurt Sloane   | Alain Moussi          | Szabó Máté         |
| Durand mester | Jean-Claude Van Damme | Mihályi Győző      |
| Tong Po       | Dave Bautista         | Varga Rókus        |
| Marcia        | Gina Carano           | Solecki Janka      |
| Eric Sloane   | Darren Shahlavi       | Betz István        |
| Kavi          | Georges St-Pierre     | Király Attila      |
| Liu           | Sara Malakul Lane     | Bogdányi Titanilla |
| Joseph King   | Steven Swadling       | Albert Péter       |
| Crawford      | Sam Medina            | Megyeri János      |
| Storm         | T.J. Storm            | Vári Attila        |

## A film készítése és kritikai fogadtatása
A film negatív kritikákat kapott az értékelőktől, melynek eredményeképpen az átlag pontszáma 4,9 / 10 lett. A Metacritic oldalán a film értékelése 37% a 100-ból, ami 8 véleményen alapul. A Rotten Tomatoeson a Kickboxer: A bosszú ereje 43%-os minősítést kapott, 30 értékelés alapján. A film forgatása 2014. november 24-én kezdődött New Orleansban és Thaiföldön.
Dave Bautista és Alain Moussi végső harcjelenetét hamarabb kellett felvenni a készítőknek, mivel a férfinak korán el kellett utaznia, hogy felvegyék jeleneteit a Spectre – A Fantom visszatér című filmben, mint Mr. Hinx. A New Orleans-i forgatás után, Darren Shahlavi színész, aki Eric Sloane-t játszotta, 2015. január 14-én 42 éves korában meghalt. Dimitri Logotis elárulta, hogy a film Darren emlékére fog készülni. A produkció egyes jelenetét újraforgatták 2015 júniusában; Alain Moussi elutazott Bangkokba, hogy Jean-Claude Van Dammeal leforgassák közös jeleneteiket. Dimitri Logothetis átvette a forgatás irányítását Thaiföldön. Az 1989-es filmben alakító Tong Po-t, azaz Michel Qissi egy cameoszerep erejéig felbukkan ebben filmben, egy rab szerepében.

## Folytatás
2015 novemberében, a Headmon Entertainment & Productions bejelentette, hogy elkészítik a film folytatását Kickboxer: Megtorlás címmel, melyet 2016 júniusától augusztusig forgattak. Rob Hickman a Headmonon keresztül készítette el a filmet, Logothetis, Field és a Radar Pictures segítségével. 2016. augusztus 31-én Rob Hickman producer bejelentette a trilógia harmadik és egyben utolsó részletének címét; Kickboxer: Syndicate. A címet később, Kickboxer: Armageddonra változtatták. A forgatását 2019-ben kezdik.